# 크리스 헴스워스
크리스 헴스워스(영어: Chris Hemsworth, 1983년 8월 11일 ~ )는 오스트레일리아의 배우로, 마블 시네마틱 유니버스(MCU) 세계관의  토르 역으로 잘 알려져 있다. 그는 리엄의 형이며 루크의 동생이다.

## 출연 작품
| 연도 | 영화                             | 배역                            | 비고          |
| ---- | -------------------------------- | ------------------------------- | ------------- |
| 2009 | 스타트렉: 더 비기닝              | 조지 커크                       |               |
| 2009 | 퍼펙트 겟어웨이                  | 케일                            |               |
| 2010 | 캐쉬                             | 샘 팰런                         |               |
| 2010 | 올리 클러블러슈터프 vs 더 나치스 | 채드                            |               |
| 2011 | 토르: 천둥의 신                  | 토르                            |               |
| 2012 | 어벤져스                         | 토르                            |               |
| 2012 | 스노우 화이트 앤 더 헌츠맨       | 헌츠맨                          |               |
| 2012 | 캐빈 인 더 우즈                  | 커트                            |               |
| 2012 | 레드 던                          | 제드 에커트                     |               |
| 2013 | 스타트렉 다크니스                | 조지 커크                       | 목소리 출연   |
| 2013 | 러시: 더 라이벌                  | 제임스 헌트                     |               |
| 2013 | 토르: 다크 월드                  | 토르                            |               |
| 2015 | 어벤져스: 에이지 오브 울트론     | 토르                            |               |
| 2015 | 하트 오브 더 씨                  | 오웬 체이스                     |               |
| 2015 | 블랙코드                         | 니콜라스 해서웨이               |               |
| 2015 | 베케이션                         | 스톤 크랜달                     |               |
| 2016 | 헌츠맨: 윈터스 워                | 헌츠맨                          |               |
| 2016 | 고스트버스터즈                   | 케빈                            |               |
| 2016 | 팀 토르                          | 토르                            | 단편          |
| 2016 | 닥터 스트레인지                  | 토르                            | 카메오        |
| 2016 | 팀 토르: 파트 2                  | 토르                            | 단편          |
| 2017 | 토르: 라그나로크                 | 토르                            |               |
| 2018 | 12 솔져스                        | 미치 넬슨                       |               |
| 2018 | 어벤져스: 인피니티 워            | 토르                            |               |
| 2018 | 배드 타임즈: 엘 로얄에서 생긴 일 | 빌리 리                         |               |
| 2019 | 어벤져스: 엔드게임               | 토르                            |               |
| 2019 | 맨 인 블랙: 인터내셔널           | 요원 H                          |               |
| 2020 | 익스트랙션                       | 타일러 레이크                   | 제작에도 참여 |
| 2022 | 스파이더헤드                     | 압네스티                        |               |
| 2022 | 토르: 러브 앤 썬더               | 토르                            |               |
| 2023 | 익스트랙션 2                     | 타일러 레이크                   | 제작에도 참여 |
| 2024 | 퓨리오사: 매드맥스 사가          | 디멘투스                        |               |
| 2024 | 데드풀과 울버린                  | 토르                            |               |
| 2024 | 트랜스포머 ONE                   | 오라이언 팍스 / 옵티머스 프라임 | 목소리 출연   |
| 2025 | 크라임 101                       | 데이비스                        | 제작에도 참여 |
| 2026 | 어벤져스: 둠스데이               | 토르                            |               |

## 수상
- 2012년 제14회 틴 초이스 어워드 - 섬버무비스타 남자배우상 《어벤져스》《스노우 화이트 앤 더 헌츠맨》
- 2013년 제39회 피플 초이스 어워드 - 액션무비 스타상 《어벤져스》《스노우 화이트 앤 더 헌츠맨》
- 2013년 제22회 MTV 무비 어워드 - 베스트 싸움상 《어벤져스》